# John Coppola
John Coppola (eigentlich Giovanni Michelangelo Coppola, * 1929 in Geneva, New York; † 23. Oktober 2015 in San Francisco, Kalifornien) war ein US-amerikanischer Jazztrompeter und Arrangeur, der vorwiegend in der kalifornischen Jazzszene aktiv war, aber auch in Deutschland arbeitete.

## Leben
Coppola begann seine Musikerkarriere bereits im Alter von 13 Jahren in Oakland. Erste Aufnahmen entstanden 1949 mit der Bigband von Charles Mingus (Charles „Baron“ Mingus Presents His Symphonic Airs). In den 1950er-Jahren spielte er in den Bigbands von Charlie Barnet und Stan Kenton; er tourte unter anderem über drei Jahre mit Woody Herman and His Orchestra. Außerdem arbeitete er im Laufe seiner Karriere mit Frank Sinatra, Nat King Cole, Dizzy Gillespie, Henry Mancini, Ella Fitzgerald, Dean Martin und Jerry Lewis. Zuletzt lebte Coppola in San Francisco, wo er als Lehrer unter anderem über 15 Jahre lang für das Monterey Music Festival, als Arrangeur und Mentor für viele junge Musiker tätig war. Für die Green Street Mortuary Band, die jährlich fast 300 Jazz-Beerdigungen durch die Chinatown in San Francisco begleitete, schrieb er Arrangements und spielte Trompete. Letzte Aufnahmen entstanden 2007 mit Mal Sharpe’s Big Money In Jazz Band. Nach Marburg kam er in den letzten Jahren immer wieder zu Konzerten und Tourneen der Swinging Wodka Lemon Gang, für die er auch als Arrangeur und Workshopleiter tätig war und unter anderem das Kleine Big Band Projekt leitete. Im Bereich des Jazz war er zwischen 1949 und 2007 an 51 Aufnahmesessions beteiligt, unter anderem mit Virgil Gonsalves (1959) und Cal Tjader (1963).
Coppola war 52 Jahre mit der Sängerin Frances Lynne verheiratet, die 2008 verstarb. 2013 heiratete er die Saxophonistin Lisa Pollard, mit der er schon 25 Jahre in der Green Street Mortuary Band zusammengearbeitet hatte. Er starb nach einer Erkrankung an Demenz.